# Îles-de-la-Madeleine (circonscription provinciale)
Pour les articles homonymes, voir Îles de la Madeleine (homonymie).
Circonscription électorale provinciale du Canada
Îles-de-la-Madeleine est une circonscription électorale provinciale du Québec située dans la région administrative de Gaspésie–Îles-de-la-Madeleine. Elle recouvre l'ensemble de l'archipel des îles de la Madeleine. 

## Historique
La circonscription a été créée en 1895, détachée de celle de Gaspé. Elle a élu son premier député aux élections de 1897. Son territoire est inchangé depuis 1972.

## Territoire et limites
La superficie de la circonscription est de 242,73 km2 et la population électorale en 2017 était de 10 660 électeurs. Elle comprend les municipalités de Grosse-Île et Les Îles-de-la-Madeleine. Cette circonscription bénéficie d'une exception spécifiée dans la Loi électorale du Québec lui permettant de constituer une circonscription même si la population électorale n'atteint pas le nombre normalement requis. Cette exception est faite en considération de l'isolement géographique des Îles.

## Liste des députés

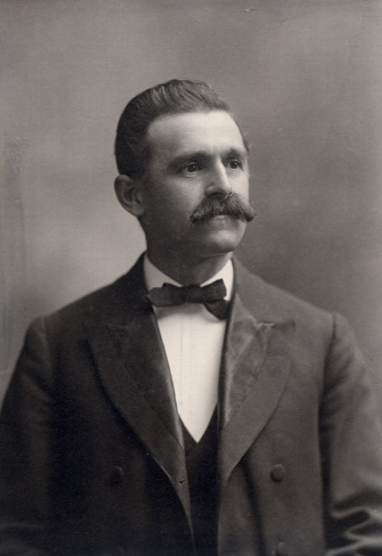
Joseph-Édouard Caron est député des Îles-de-la-Madeleine de 1912 à 1928 pour le Parti libéral du Québec.

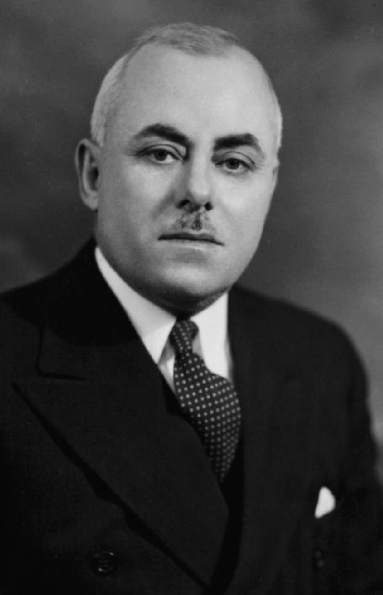
Hormisdas Langlais est député des Îles-de-la-Madeleine de 1936 à 1962 pour l'Union nationale.

| Années | Années      | Député                 | Parti           |
| ------ | ----------- | ---------------------- | --------------- |
|        | 1897 - 1900 | Patrick Peter Delaney  | Libéral         |
|        | 1900 - 1904 | Patrick Peter Delaney  | Libéral         |
|        | 1904 - 1905 | Robert Jamieson Leslie | Libéral         |
|        | 1906 - 1908 | Louis-Albin Thériault  | Libéral         |
|        | 1908 - 1912 | Louis-Albin Thériault  | Libéral         |
|        | 1912 - 1916 | Joseph-Édouard Caron   | Libéral         |
|        | 1916 - 1919 | Joseph-Édouard Caron   | Libéral         |
|        | 1919 - 1923 | Joseph-Édouard Caron   | Libéral         |
|        | 1923 - 1927 | Joseph-Édouard Caron   | Libéral         |
|        | 1927 - 1928 | Joseph-Édouard Caron   | Libéral         |
|        | 1928 - 1931 | Amédée Caron           | Libéral         |
|        | 1931 - 1935 | Amédée Caron           | Libéral         |
|        | 1935 - 1936 | Amédée Caron           | Libéral         |
|        | 1936 - 1939 | Hormisdas Langlais     | Union nationale |
|        | 1939 - 1944 | Hormisdas Langlais     | Union nationale |
|        | 1944 - 1948 | Hormisdas Langlais     | Union nationale |
|        | 1948 - 1952 | Hormisdas Langlais     | Union nationale |
|        | 1952 - 1956 | Hormisdas Langlais     | Union nationale |
|        | 1956 - 1960 | Hormisdas Langlais     | Union nationale |
|        | 1960 - 1962 | Hormisdas Langlais     | Union nationale |
|        | 1962 - 1966 | Louis-Philippe Lacroix | Libéral         |
|        | 1966 - 1970 | Louis-Philippe Lacroix | Libéral         |
|        | 1970 - 1973 | Louis-Philippe Lacroix | Libéral         |
|        | 1973 - 1976 | Louis-Philippe Lacroix | Libéral         |
|        | 1976 - 1981 | Denise Leblanc         | Parti québécois |
|        | 1981 - 1985 | Denise Leblanc         | Parti québécois |
|        | 1985 - 1989 | Georges Farrah         | Libéral         |
|        | 1989 - 1994 | Georges Farrah         | Libéral         |
|        | 1994 - 1998 | Georges Farrah         | Libéral         |
|        | 1998 - 2003 | Maxime Arseneau        | Parti québécois |
|        | 2003 - 2007 | Maxime Arseneau        | Parti québécois |
|        | 2007 - 2008 | Maxime Arseneau        | Parti québécois |
|        | 2008 - 2012 | Germain Chevarie       | Libéral         |
|        | 2012 - 2014 | Jeannine Richard       | Parti québécois |
|        | 2014 - 2018 | Germain Chevarie       | Libéral         |
|        | 2018 - 2022 | Joël Arseneau          | Parti québécois |
|        | 2022 - ...  | Joël Arseneau          | Parti québécois |

Légende: Les années en italiques indiquent les élections partielles.

## Résultats électoraux
| |
| - Parti libéral - Union nationale (ancien) - Parti québécois - Parti vert (ancien) - Action démocratique (ancien) - Québec solidaire - Coalition avenir - Parti conservateur |

## Référendums
|  | Référendum                     | % du OUI | % du NON | Taux de participation |
|  | Référendum de 1980             | 45,78 %  | 54,22 %  | 84,18 %               |
|  | Accord de Charlottetown (1992) | 45,95 %  | 54,05 %  | 79,59 %               |
|  | Référendum de 1995             | 58,13 %  | 41,87 %  | 91,76 %               |